# Villanueva de los Infantes
Villanueva de los Infantes je obec ve Španělsku, patří do provincie Ciudad Real, která je součástí autonomního společenství Kastilie – La Mancha. Žije zde přibližně 4 800 obyvatel.
Oblast je známa pro kvalitní víno (je součástí vinařské oblasti La Mancha, 30 km odsud se nachází velmi známé vinice ve Valdepeñas) a kvalitní sýr manchego. Klima je středomořské ovlivněné umístěním obce ve vnitrozemí Pyrenejského poloostrova. Jde o oblast převážně zemědělskou.
Vyrůstal zde Svatý Tomáš z Villanovy, pobýval zde Lope de Vega a Cervantes, zemřel zde Francisco de Quevedo.